# Cerro de la Loma Larga
El Cerro de la Loma Larga es un lomerío en los municipios de Monterrey y San Pedro Garza García; estado de Nuevo León, México. El lomerío es un estribo de la Sierra Madre Oriental y está conformado por una serie de elevaciones incluyendo el Cerro de la Campana.
El lomerío tiene aproximadamente 10 kilómetros de longitud, está rodeado por el Río Santa Catarina, el Río la Silla, el Cerro de la Silla, el Cañón del Huajuco, el Cerro de Chipinque, el Cerro del Mirador y el Valle de San Pedro. Debido al tamaño de las montañas circundantes la Loma Larga resulta una elevación poco prominente. Esta totalmente rodeada por la Zona metropolitana de Monterrey y la mayoría de su superficie esta urbanizada con viviendas, comercios y vialidades.
La avenida José Eleuterio González “Gonzalitos” cruza sobre la loma, en esta avenida hay una estatua de la Diana Cazadora localizada en el límite de Monterrey y San Pedro Garza García. La estación televisiva local del gobierno Canal 28 y la Basílica de Guadalupe de Monterrey están sobre la loma.
El 20 de agosto de 1998 se inauguró el Túnel de la Loma Larga con la presencia del entonces Presidente Ernesto Zedillo.